# Wang Hongni
Wang Hongni (9 de março de 1982) é uma triatleta profissional chinesa.

## Carreira
Wang Hongni ganhou o Jogos Asiáticos de 2006, competidora do ITU World Triathlon Series, disputou os Jogos de Atenas 2004, ficando em 40º.